# Louis-Prudent Vallée
Louis-Prudent Vallée (né le 6 novembre 1837 à Québec, mort le 22 décembre 1905 à Québec) est un photographe québécois. Sa période de production photographique va surtout de 1867 à 1901.

## Biographie

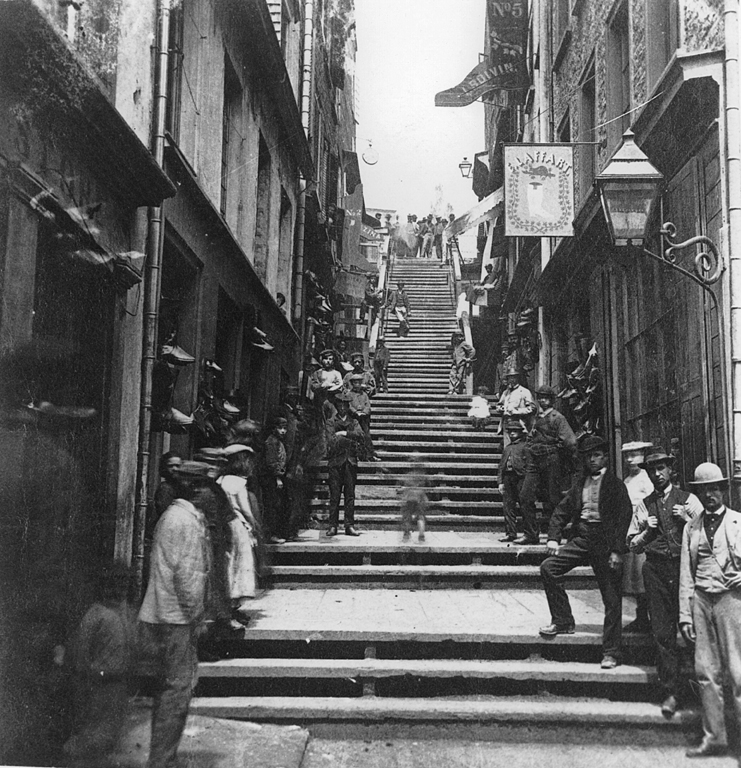
Une photographie de Louis-Prudent Vallée prise du bas de l'escalier casse-cou, vers 1870

Il est le fils de Prudent Vallée, maître menuisier, et d'Henriette Cazeau. Son père est conseiller municipal de 1853 à 1858.
Après une période d'apprentissage de la photographie, Louis-Prudent Vallée ouvre son premier atelier de photographie en 1867, au numéro 10 de la rue Saint-Jean à Québec, dans lequel il est associé pendant la première année avec François-Xavier Labelle.
Il épouse Elizabeth McAvoy le 16 novembre 1870 à Québec. Le couple aura six enfants. Vallée est membre de l'Institut canadien de Québec, dont il devient trésorier en 1873 et vice-président en 1878.
L'abondante production photographique de Vallée comprend des portraits ainsi que des paysages notamment de Québec, de La Malbaie, du Saguenay, de Tadoussac, de Cacouna et de villages de l’est du Québec. Vers les années 1880, il acquiert le fonds photographique de George William Ellison (Ellison & Co.), qu'il met en marché ainsi que ses propres œuvres. Il vend sa propriété en 1901.
Plusieurs photographies de Louis-Prudent Vallée sont conservées dans les collections de Bibliothèque et Archives nationales du Québec et du Musée national des beaux-arts du Québec.